# Randy Johnson
Randall David Johnson (ur. 10 września 1963) – amerykański baseballista, który występował na pozycji miotacza przez 22 sezony w Major League Baseball.

## Kariera zawodnicza
Po ukończeniu szkoły średniej w 1982 został wybrany w drafcie przez Atlanta Braves, jednak nie podpisał kontraktu, gdyż zdecydował się na kontynuowanie nauki na University of Southern California, gdzie w latach 1983–1985 występował w drużynie uniwersyteckiej USC Trojans. W czerwcu 1985 po raz drugi przystąpił do draftu i został wybrany w drugiej rundzie przez Montreal Expos i początkowo występował w klubach farmerskich tego zespołu, między innymi w Indianapolis Indians, reprezentującym poziom Triple-A. W MLB zadebiutował (jako starter) 15 września 1988 w meczu przeciwko Pittsburgh Pirates, w którym zaliczył pierwsze w karierze zwycięstwo. W Expos rozegrał zaledwie 11 spotkań, po czym w maju 1989 w ramach wymiany przeszedł do Seattle Mariners.
Będąc zawodnikiem Mariners, 2 czerwca 1990 w meczu przeciwko Detroit Tigers rozegrał no-hittera. Miesiąc później po raz pierwszy w karierze wystąpił w Meczu Gwiazd. W latach 1992–1995 zwyciężał w lidze w klasyfikacji strikeoutów, a w sezonie 1995 miał najlepszy wskaźnik ERA (2,48) i otrzymał nagrodę Cy Young Award dla najlepszego miotacza w American League. W lipcu 1998 został oddany do Houston Astros, w którym występował przez pół sezonu.
W grudniu 1998 jako wolny agent podpisał kontrakt z Arizona Diamondbacks. Jako zawodnik D-backs pięciokrotnie zwyciężał w klasyfikacji strikeouts (1999–2002, 2004), trzykrotnie miał najlepszy ERA (1999, 2001–2002) i czterokrotnie był nagradzany Cy Young Award. 24 marca 2001 podczas meczu przeciwko San Francisco Giants w ramach spring training, po narzuceniu fastballa (piłka, która osiąga prędkość 90–100 mil na godzinę) trafił w nadlatującego gołębia. W tym samym roku wystąpił w World Series, gdzie Diamondbacks pokonali New York Yankees w siedmiu meczach; Johnson został wybrany wraz z Curtem Schillingiem World Series MVP przy statystykach 3–0 W–L, 1,04 ERA, 19 SO.
18 maja 2004 w meczu przeciwko Atlanta Braves został najstarszym baseballistą (40 lat i 7 miesięcy), który rozegrał perfect game, zaś 29 czerwca 2004 w spotkaniu z San Diego Padres czwartym w historii MLB zawodnikiem, który zaliczył 4000. strikeout w karierze.
Występował jeszcze w New York Yankees, ponownie w Arizona Diamondbacks i San Francisco Giants, w którym zakończył karierę. W 2015 został uhonorowany członkostwem w Baseball Hall of Fame. W sierpniu 2015 numer 51, z którym występował został zastrzeżony przez Arizona Diamondbacks.

## Nagrody i wyróżnienia
| Nagroda/wyróżnienie                 | Lata                                                       | Źródło |
| 10× All-Star                        | 1990, 1993, 1994, 1995, 1997, 1999, 2000, 2001, 2002, 2004 | [ 5 ]  |
| 5× Cy Young Award                   | 1995, 1999, 2000, 2001, 2000, 2002                         | [ 8 ]  |
| Zwycięzca w World Series            | 2001                                                       | [ 12 ] |
| World Series MVP                    | 2001                                                       | [ 17 ] |
| Babe Ruth Award                     | 2001                                                       | [ 18 ] |
| MLB Triple Crown                    | 2001                                                       | [ 17 ] |
| Baseball Hall of Fame               | od 2015                                                    | [ 15 ] |
| # 51 zastrzeżony przez Diamondbacks | 2015                                                       | [ 16 ] |